# Microbialito
Las microbialitas o microbialitos son estructuras organo-sedimentarias bentónicas formadas por la acreción, atrapamiento o precipitación mineral mediada por actividad microbiana. Los microbialitos también pueden definirse como tapetes microbianos con capacidad de litificación.

## Evolución
Las microbialitas jugaron un papel importante en la evolución de la atmósfera terrestre, ya que fueron nichos ancestrales en donde surgieron los primeros metabolismos microbianos capaces de liberar oxígeno. Las microbialitas saturaron con oxígeno a los sistemas costeros y posteriormente la atmósfera primitiva, cambiándola de un estado reducido a un estado oxidado.
Las microbialitas fósiles (también llamados estromatolitos) del Precámbrico y Fanerozoico son una de las primeras evidencias de vida comunal. Las microbialitas más antiguas están datadas en 3.5 mil millones de años.
La evidencia fósil sugiere que los organismos productores de microbialitas fueron una forma de vida muy abundante a inicios del Arqueano hasta finales del Proterozoico, hasta que sus comunidades decrecieron por depredación de foraminíferos y otros microorganismos eucariotas.

## Distribución
Las microbialitas modernas (menos de 20 mil años de antigüedad) vivas son raras y se pueden encontrar confinadas en lugares como: 
- Lagos cráter: Blue Lake (Australia), Lago Satonda (Indonesia), Lago Dziani (Mayotte), Lago Alchichica (México), Lago Vai Lahi y Vai Sii (Tonga), Lago Salda (Turquía)
- Lagos/lagunas salinas/hipersalinas: Lago Piramidal y Great Salt Lake (Estados Unidos), Lago Van (Turquía), Laguna Brava y Laguna Tebinquiche (Chile).
- Lagos alcalinos: Lago Thetis (Australia), Lago Sarmiento (Chile), Lago Nuoertu y Huhejaran (China), Lago Mono (Estados Unidos), Lago Turkana (Kenia), Lago Petukhovskoe (Rusia)
- Lagos/lagunas de agua dulce: Lagoa Salgada (Brasil), Laguna negra (Argentina), Lagunas de ruidera (España), Laguna Bacalar (México), Lago Richomond (Australia), Lago Pavillion (Canadá), Green Lake (Estados Unidos)
- Pozas alcalinas: Pozas azules cuatro ciénagas (México)
- Minas abiertas abandonadas: Clinton Creek (Canadá), Río Tinto (España)
- Sistemas marinos/estuarios/esteros: Shark Bay (Australia), High Borne cay (Bahamas), Arrecife Tikehau (Polinesias francesas), Cayo Coco (Cuba), Lago Clifton (Australia).[6]

## Formación de microbialitas
La formación de microbialitas es compleja y es un proceso continuo de precipitación y disolución, donde diferentes metabolismos microbianos están acoplados y existe un alto índice de saturación iónico en el agua.
Las microbialitas tienen dos posibles mecanismos de génesis:
1) Precipitación: puede ser por deposición inorgánica, sedimentación o por influencia pasiva de metabolismos microbianos. También puede haber una precipitación por saturación del microambiente cuando se degradan rápidamente las sustancias poliméricas extracelulares (SPEs), segregadas por los microorganismos, provocando una saturación de iones.
2) Atrapamiento: cuando las comunidades microbianas atrapan y aglutinan partículas minerales presentes en el ambiente, que se quedan adheridas a las sustancias poliméricas extracelulares.Este proceso de atrapamiento es muy popular, por haberse descrito en algunas microbialitas actuales de Australia y Bahamas, pero ha demostrado ser muy poco común a lo largo de los 3500 millones de años de registro geológico de las microbialitas.

## Composición
Las microbialitas están formadas por capas conformados por un componente orgánico y otro mineral.
El componente orgánico es un elaborado tapete microbiano donde interaccionan diferentes comunidades de microorganismos con diferentes metabolismos y crean un micro nicho donde coexisten organismos fotótrofos oxigénicos y anoxigénicos, fijadores de nitrógeno, reductores del azufre, metanotrofos, metanógenos, oxidadores de hierro, y una infinidad de descomponedores heterotróficos..
El componente mineral está compuesto de carbonatos generalmente de carbonatos de calcio y de magnesio, aunque también pueden existir sinterizados siliceos es decir silicatos e incluir formas minerales de azufre, hierro (pirita) o fósforo.
El carbonato suele ser un tipo de automicrita autogénica, por lo tanto, precipita in situ. Los microbialitos pueden ser vistos como un tipo de roca sedimentaria biogénica donde los constructores del arrecife son microbios y la precipitación de carbonato es inducida.
Los microorganismos pueden precipitar carbonato tanto en aguas superficiales como en aguas profundas.

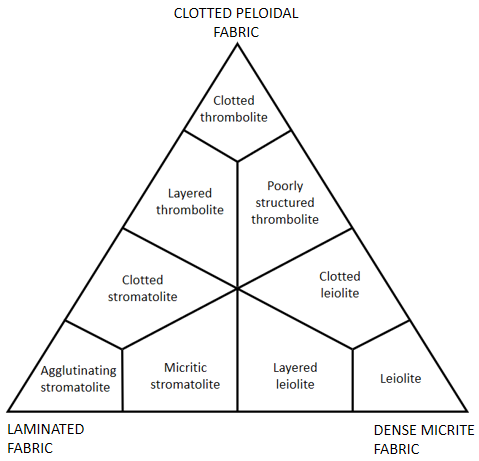
La clasificación de microbialitos (simplificado de Schmid, 1996).

## Clasificación
Las microbialitas pueden ser clasificadas por su morfología estructural en 5 tipos
- Estromatolitos: cuando estos crecen de manera laminada y finamente estratificada, en capas regularmente paralelas al sustrato.
- Trombolitos: cuando no existe un patrón laminado y en su lugar se forman aglomeraciones o clusters esponjosos cumuliformes que crecen concéntricamente.
- Dendrolitos: cuando existe una estructura interna de crecimiento de manera dendrítica o ramificada.
- Leiolitos: cuando su estructura no tiene ningún tipo de macro estructura interna y tienen una estructura  afanítica, es decir se componen por grano fino, característica de rocas ígneas.
- Oncolitos: cuando se genera una capa estratificada alrededor de un canto rodado y este canto rodado queda completamente embebido en el crecimiento concéntrico de su propia estructura.

## Microbios que producen microbialitos

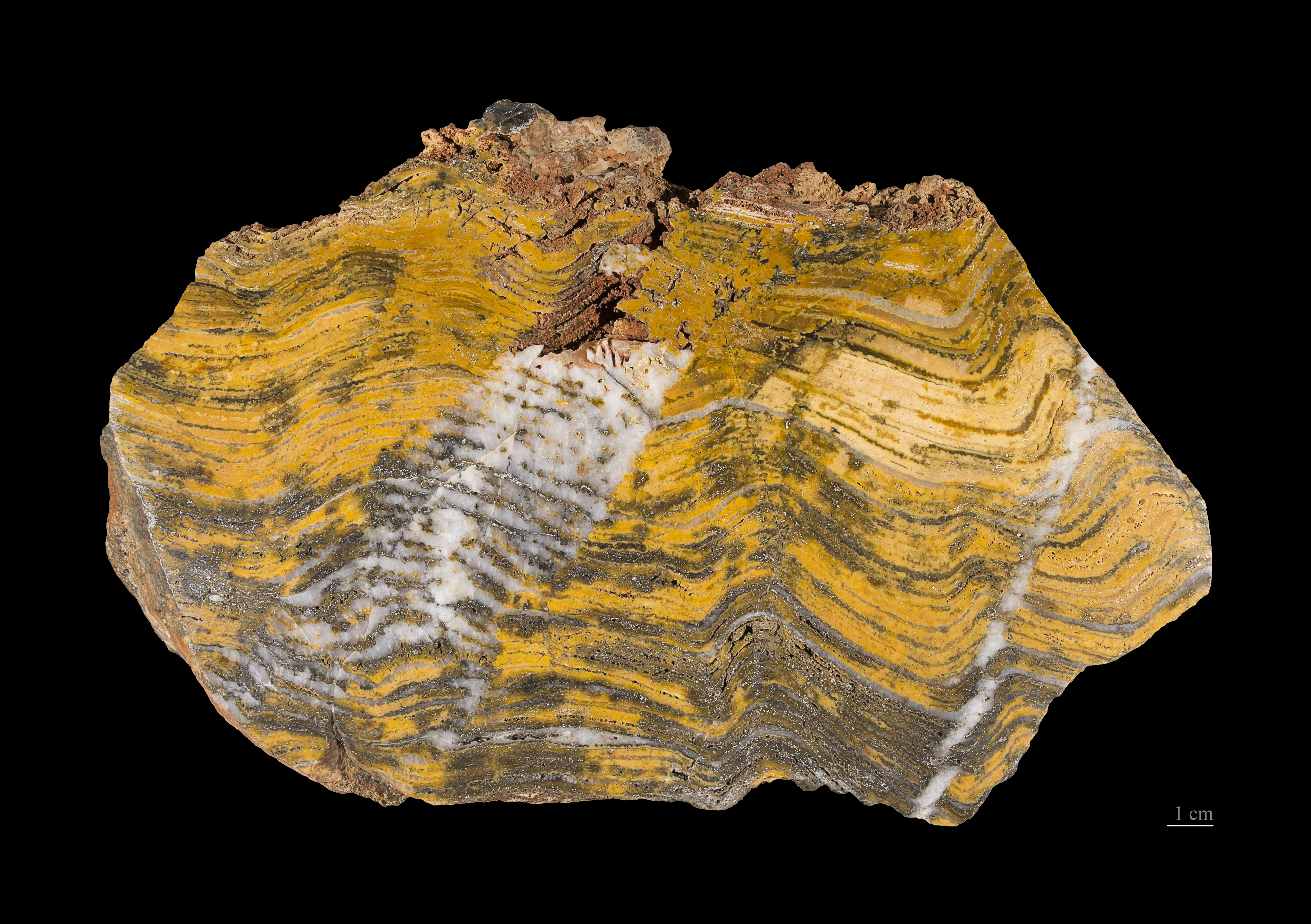
Estromatolito laminado del precámbrico obtenido de Strelley Pool Chert en Australia Occidental

Los microorganismos que precipitan carbonato para construir microbialitos son mayormente procariontes, es decir bacterias y arqueas. Las bacterias que más precipitan carbonatos son las cianobacterias y las bacterias reductoras del azufre. Las bacterias heterótroficas principalmente Alphaproteobacteria están también relacionadas con una precipitación por su actividad en la degradación de sustancias poliméricas extracelulares de cianobacterias y su capacidad de realizar fotosíntesis anoxigenica. Las Arqueas a menudo extremófilas pueden vivir en las profundidades del océano también formando microbialitos. Por tanto los microorganismos pueden precipitar carbonatos tanto en lugares poco profundos como en sistemas profundos.  
Los microorganismos eucariontes a comparación de los procariontes producen menor cantidad de carbonatos.

## Interés por estudiar los microbialitos
Existe un gran interés por estudiar las microbialitas fósiles en el campo de paleontología ya que aportan datos relevantes del paleoclima y funcionan como indicadores bioclimáticos. También hay un interés por estudiarlas en el campo de la astrobiología, por ser una de las primeras formas de vida, se esperaría encontrar indicios de estas estructuras en otros planetas.
El estudio de microbialitas modernas puede dar información relevante y servir como indicadores ambientales para el manejo y conservación de zonas naturales protegidas.  Debido a su capacidad para formar minerales y precipitar material detrítico, se han sugerido aplicaciones biotecnológicas y de bioremediación en sistemas acuáticos para el secuestro de dióxido de carbono, ya que las microbialitas pueden funcionar como sumideros de carbono